# Europastry
Europastry S.A. es una empresa especializada en la producción y distribución de masas congeladas, con sede en San Cugat del Vallés, España. Fue fundada el 1986, y en la actualidad es la principal empresa del sector panadería a nivel nacional, facturando unos 845 millones de euros anualmente con presencia en más de 35 países.
Su presidente actual es Jordi Gallés. El año 2021 facturaron 845 millones de euros, un 23 % más que el año anterior. El año 2022 la empresa disponía de una plantilla de más de 5.000 trabajadores.
Europastry es controlada en un 76 % por la familia Gallés, y el otro 20 % se encuentra repartido entre el grupo MCH y un 4 % por el equipo directivo.

## Historia
La empresa se fundó el 1986 a partir de un horno de pan El Molino Viejo, ubicado en la calle muntaner de Barcelona. Progresivamente fue expandiendo su red de comercios y distribución de pan y bollería, trabajando bajo varias marcas, tanto para consumidores finales cómo por otras cadenas.
El año 2002 Pere Gallés compró el competidor más grande en el sector, Frida Alimentaría. Con esta nueva adquisición la empresa se pasó a denominar grupo Europastry.
El marzo de 2015 se hizo público que la empresa había vendido las cadenas de hornos de pan El Molino Viejo, SantaGloria y El Obrador a un fondo de capital madrileño llamado Nazca. La operación significó deshacerse de 42 establecimientos propios y 9 franquicias. La dirección de la empresa alegó que se deshacían de estas cadenas de distribución porque estaban empezando a hacer competencia a sus propios clientes.

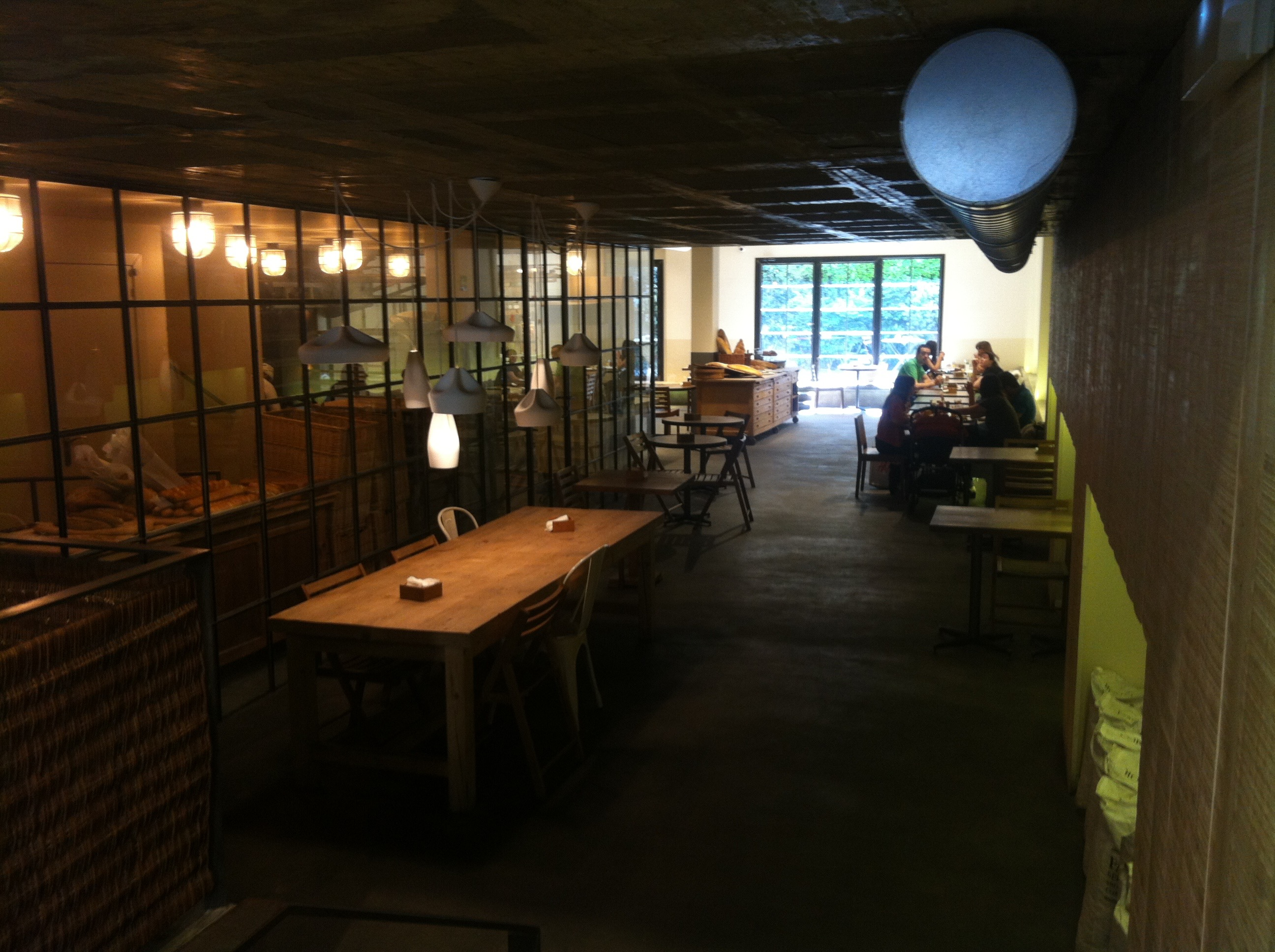
Forn de pan de la cadena El Obrador de #Sabadell, propiedad del grupo Europastry hasta el año 2015.

El mayo de 2015 se convirtió en el accionista mayoritario de la empresa estadounidense Wenner Bakery, de la que ya tenía un 30 % desde el 2013. Wenner Bakery factura unos 115 millones de dólares anuales. El objetivo de la operación, de un importe no anunciado, fue incrementar un 30 % sus ingresos provenientes del negocio internacional, y posicionar la empresa cómo el quinto operador internacional de su sector.
La empresa está procediendo a la construcción de una nueva planta de producción a los Países Bajos, especializada en la producción de Dotes, las berlinas de producción propia que hasta ahora se están produciendo en la fábrica que el grupo tiene a Rubí, y del que se producen unos 400 millones de unidades anuales. Fabrica productos para grandes cadenas de distribución y tiene acuerdos con empresas del sector cómo DunkinDonuts, Starbucks y Areas.
El noviembre de 2015 se inauguró en la antigua fábrica de Sant Joan Despí, CEREAL (Center for Research Europastry Advanced Lab), que es el centro de I+D de la compañía, con el objetivo de acelerar el desarrollo en la innovación tanto del pan como de brioxeria. Tiene una superficie de 3465m² y ha supuesto una inversión de 3 millones euros. En sus instalaciones  trabajarán 130 empleados entre ingenieros, biólogos, nutricionistas y maestros panaderos.
El año 2016 compró Sualba por la producción de Saint Honoré.
El año 2017 realizó varias compras : 
- En julio acordó la compra del 60 % del grupo gallego Ingapan.[7]
- En septiembre compra a Chile la distribuidora de masas congeladas Crandon.[8]

El octubre de 2018, fruto de la alianza con Idilia Foods, presentó su nuevo pastel de Nocilla    
Europastry creará 100 puestos de trabajo a Sarral gracias a nueva apertura de la línea 76 de producción de brioxeria.

## Producción
Los productos que fabrica Europastry son pan y bollería que solo necesitan la tostación final para estar a punto para el consumo. Cuando salen de las instalaciones de Europastry los productos ya están cocidos al 60 %, de tal manera que el gluten ya está coagulado y las medidas finales de las barras de pan ya no variarán.
El año 2016 la producción estaba repartida en 13 centros de todo el mundo y, durante las puntas de producción, pueden llegar a producir 140.000 cajas de pan y brioixos por día. El 2015 el grupo fabricó 215.000 toneladas de productos.
El año 2018 anunció la inversión de 10 millones de euros para ampliar su planta de Paterna que permitirá añadir una tercera línea de elaboración de Saint Honoré, la gama de pan más tradicional.

## Marcas
La empresa gestiona varias marcas:
- Fripan
- Frida
- Yaya María
- Wenner Bakery

Submarcas:
- Cristallino
- Gran Reserva
- Saint Honoré
- Dots
- Kentes
- Knots
- La Massa Nostra
- La Maestra
- Le Brió
- Loven
- Lykke
- O Forno Galego
- Pan a la carta
- Saudade
- Sophie
- Panburger
- EuroClassic